# Arthur (calciatore 2003)
Arthur Augusto de Matos Soares, noto semplicemente come Arthur (Belo Horizonte, 17 marzo 2003) è un calciatore brasiliano, difensore del Bayer Leverkusen, della nazionale Under-20 brasiliana e della nazionale brasiliana.

## Carriera

### Club
Cresciuto nel settore giovanile dell'América-MG, nel 2020 passa in prestito al Flamengo; rientrato al club neroverde, alla fine del 2021 viene inserito nella rosa della prima squadra. Esordisce in Série A con il Coelho il 15 maggio 2022, nella partita persa per 1-0 contro il Coritiba. Il 2 giugno firma il primo contratto professionistico, valido fino al 2025.
Il 3 aprile 2023, viene ufficializzato il suo ingaggio (a partire dal 1º luglio seguente) da parte del Bayer Leverkusen, con cui sottoscrive un contratto fino al 30 giugno 2028.

### Nazionale

#### Nazionali giovanili
Nel dicembre del 2022, è stato incluso dal selezionatore Ramon Menezes nella lista dei convocati della nazionale Under-20 partecipante al Campionato sudamericano di calcio Under-20 2023 in Colombia, raggiungendo la vittoria finale.
Il 28 aprile 2023 viene convocato per il Mondiale di categoria in Argentina.

#### Nazionale maggiore
Il 3 marzo 2023 viene convocato per la prima volta dalla nazionale maggiore (diventando al contempo il primo giocatore nella storia dell'América-MG), con cui esordisce 22 giorni dopo nell'amichevole persa 2-1 contro il Marocco.

## Statistiche

### Presenze e reti nei club
Statistiche aggiornate al 12 maggio 2024.
| Stagione          | Squadra           | Campionato        | Campionato | Campionato | Coppe nazionali | Coppe nazionali | Coppe nazionali | Coppe continentali | Coppe continentali | Coppe continentali | Altre coppe | Altre coppe | Altre coppe | Totale | Totale |
| Stagione          | Squadra           | Comp              | Pres       | Reti       | Comp            | Pres            | Reti            | Comp               | Pres               | Reti               | Comp        | Pres        | Reti        | Pres   | Reti   |
| ----------------- | ----------------- | ----------------- | ---------- | ---------- | --------------- | --------------- | --------------- | ------------------ | ------------------ | ------------------ | ----------- | ----------- | ----------- | ------ | ------ |
| 2022              | América-MG        | M1/MG+A           | 8+7        | 0          | CB              | 1               | 0               | CL                 | 0                  | 0                  | -           | -           | -           | 16     | 0      |
| 2023              | América-MG        | M1/MG+A           | 6+1        | 0          | CB              | 3               | 0               | CS                 | 1                  | 0                  | -           | -           | -           | 11     | 0      |
| Totale América-MG | Totale América-MG | Totale América-MG | 22         | 0          |                 | 4               | 0               |                    | 1                  | 0                  |             | -           | -           | 27     | 0      |
| 2023-2024         | Bayer Leverkusen  | BL                | 4          | 0          | CG              | 1               | 0               | UEL                | 0                  | 0                  | -           | -           | -           | 5      | 0      |
| Totale carriera   | Totale carriera   | Totale carriera   | 26         | 0          |                 | 5               | 0               |                    | 1                  | 0                  |             | -           | -           | 32     | 0      |

### Cronologia presenze e reti in nazionale
| Cronologia completa delle presenze e delle reti in nazionale ― Brasile | Cronologia completa delle presenze e delle reti in nazionale ― Brasile | Cronologia completa delle presenze e delle reti in nazionale ― Brasile | Cronologia completa delle presenze e delle reti in nazionale ― Brasile | Cronologia completa delle presenze e delle reti in nazionale ― Brasile | Cronologia completa delle presenze e delle reti in nazionale ― Brasile | Cronologia completa delle presenze e delle reti in nazionale ― Brasile | Cronologia completa delle presenze e delle reti in nazionale ― Brasile |
| Data                                                                   | Città                                                                  | In casa                                                                | Risultato                                                              | Ospiti                                                                 | Competizione                                                           | Reti                                                                   | Note                                                                   |
| ---------------------------------------------------------------------- | ---------------------------------------------------------------------- | ---------------------------------------------------------------------- | ---------------------------------------------------------------------- | ---------------------------------------------------------------------- | ---------------------------------------------------------------------- | ---------------------------------------------------------------------- | ---------------------------------------------------------------------- |
| 25-3-2023                                                              | Tangeri                                                                | Marocco                                                                | 2 – 1                                                                  | Brasile                                                                | Amichevole                                                             | -                                                                      | 90+3’                                                                  |
| Totale                                                                 |                                                                        | Presenze                                                               | 1                                                                      |                                                                        | Reti                                                                   | 0                                                                      |                                                                        |

## Palmarès

### Club

#### Competizioni nazionali
- Campionato tedesco: 1

Bayer Leverkusen: 2023-2024
- Coppa di Germania: 1

Bayer Leverkusen: 2023-2024
- Supercoppa di Germania: 1

Bayer Leverkusen: 2024

### Nazionale
- Campionato sudamericano Under-20: 1

Colombia 2023